# Croix-du-Bac British Cemetery
Croix-du-Bac British Cemetery is een Britse militaire begraafplaats met gesneuvelden uit de Eerste Wereldoorlog, gelegen nabij het gehucht Croix du Bac in de Franse gemeente Steenwerk in Noorderdepartement. De begraafplaats ligt een kilometer ten zuidwesten van Croix du Bac, langs de weg naar de Leie. De begraafplaats werd ontworpen door Herbert Baker en wordt onderhouden door de Commonwealth War Graves Commission. Centraal staat het Cross of Sacrifice.
Er worden 554 doden herdacht, waarvan er 263 niet geïdentificeerd konden worden. 

## Geschiedenis
De plaats lag dicht bij het front, maar bleef het grootste deel van de oorlog in geallieerde handen. In juli 1916 werd de begraafplaats gestart door gevechtseenheden en hulpposten (field ambulances) en deze bleef in gebruik tot het voorjaar van 1918, toen het gebied bij het Duitse lenteoffensief in Duitse handen viel. Op het eind van de zomer werd de plaats heroverd en werden hier nog enkele Britten begraven. Na de oorlog werd de begraafplaats verder uitgebreid met graven uit de omliggende slagvelden. Een perk met Duitse graven en een Portugees graf werden ontruimd en naar elders overgebracht.
Er rusten nu 538 Britten, 11 Australiërs en 5 Nieuw-Zeelanders. Voor 140 slachtoffers werden Special Memorials opgericht omdat hun graven niet meer gelokaliseerd konden worden en men aanneemt dat ze zich onder de naamloze graven bevinden.

## Onderscheiden militairen
- Edward Grafton Herbert, kapitein bij het Royal Warwickshire Regiment; Maurice Leon Bernstein, onderluitenant bij de Lancashire Fusiliers en Leslie Harold Perry, onderluitenant bij het Gloucestershire Regiment werden onderscheiden met het Military Cross (MC).
- onderluitenant John William Brown; sergeant-majoor Albert James Roy Dux; sergeant Joseph Sydney Towse; de korporaals L. Casper en Leonard Casper Blake; geleider B. Danks en de soldaten A. Riggs en Christopher Richards Robinson ontvingen de Military Medal (MM).